# 가시와자키 가리와 원자력 발전소

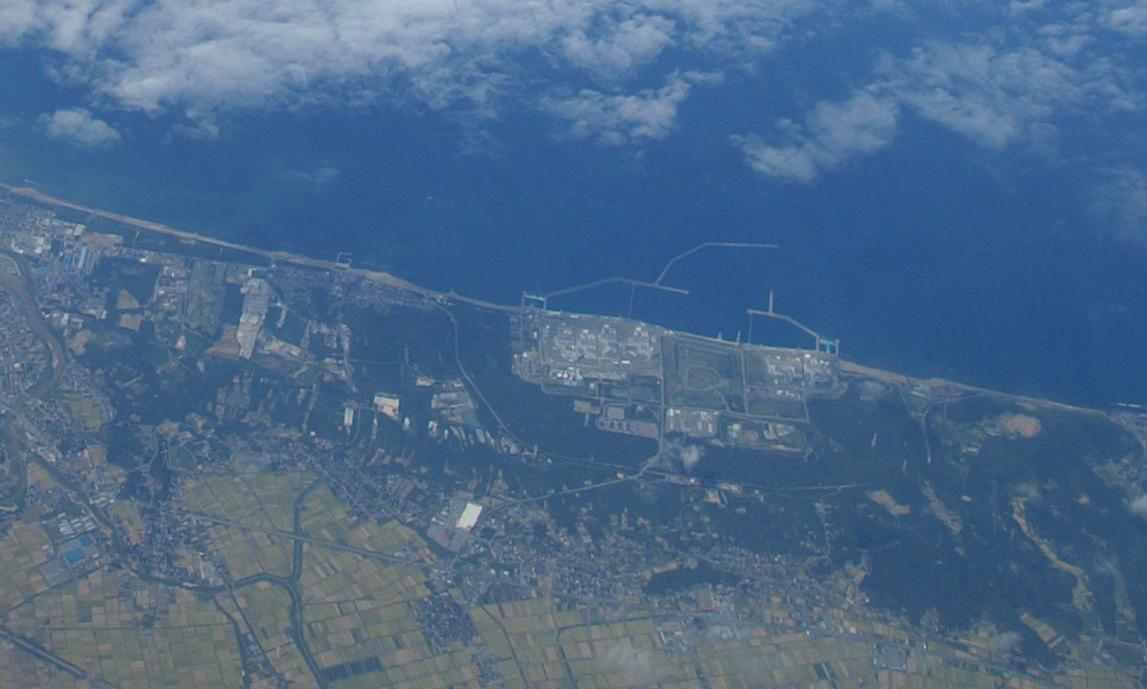
발전소가 위치한 가리와 지역의 항공 사진

가시와자키 가리와 원자력발전소(일본어: 柏崎刈羽原子力発電所)는 일본 혼슈 니가타현 가시와자키시에 위치한 원자력 발전소로, 도쿄전력에서 소유 및 운영하고 있다. 발전소가 위치한 니가타현은 도호쿠 전력이 담당하는 구역이므로 가시와자키 가리와 원자력 발전소에서 생산된 전기는 모두 수도권으로 송전된다.
총 7기의 원자로가 설치되어 있으며, 합계 출력 821만 2천 KW로 원자력 발전소 가운데 세계 최대 규모이다. 또한, 브라질/파라과이의 이타이푸 댐 수력 발전소, 중국 싼샤 댐 수력 발전소, 베네수엘라 구리 댐 수력 발전소에 이어 세계에서 네 번째로 큰 발전소이다. 현재 후쿠시마 원전사고 대응으로 안전설비를 설치하였다.

## 설비
| 구분         | 원자로 종류            | 평균 출력 | 정격 출력 | 기공일           | 완공일           | 초임계          | 원자로 개발사                         | 터빈발전기 개발사 | 비용 (¥/kW) |
| ------------ | ---------------------- | --------- | --------- | ---------------- | ---------------- | --------------- | ------------------------------------- | ----------------- | ----------- |
| 1호기 (KK-1) | 비등수형 원자로        | 1,067 MW  | 1,100 MW  | 1980년 6월 5일   | 1985년 2월 13일  | 1985년 9월 18일 | 도시바                                | 도시바            | 33          |
| 2호기 (KK-2) | 비등수형 원자로        | 1,067 MW  | 1,100 MW  | 1985년 11월 18일 | 1990년 2월 8일   | 1990년 9월 28일 | 도시바                                | 도시바            | 36          |
| 3호기 (KK-3) | 비등수형 원자로        | 1,067 MW  | 1,100 MW  | 1989년 3월 7일   | 1992년 12월 8일  | 1993년 8월 11일 | 도시바                                | 도시바            | 31          |
| 4호기 (KK-4) | 비등수형 원자로        | 1,067 MW  | 1,100 MW  | 1990년 3월 5일   | 1993년 12월 21일 | 1994년 8월 11일 | 히타치제작소                          | 히타치제작소      | 31          |
| 5호기 (KK-5) | 비등수형 원자로        | 1,067 MW  | 1,100 MW  | 1985년 6월 20일  | 1989년 9월 12일  | 1990년 4월 10일 | 히타치제작소                          | 히타치제작소      | 42          |
| 6호기 (KK-6) | 개량형 비등수형 원자로 | 1,315 MW  | 1,356 MW  | 1992년 11월 3일  | 1996년 1월 29일  | 1996년 11월 7일 | 제너럴 일렉트릭, 히타치제작소, 도시바 | 히타치제작소      | 31          |
| 7호기 (KK-7) | 개량형 비등수형 원자로 | 1,315 MW  | 1,356 MW  | 1993년 7월 1일   | 1996년 12월 17일 | 1997년 7월 2일  | 제너럴 일렉트릭, 히타치제작소, 도시바 | 히타치제작소      | 28          |

## 내진 능력
가리와 발전소는 모래 층에 위치하고 있으나 그 기초는 지표 아래 견고한 암반에 설치되었다. 이로 인해 총 4개 층이 지하에 위치하며 따라서 지진 발생시 공진에도 강하다.

### 2004년 주에쓰 지진
2004년 니가타 현 주에쓰 지진 당시 주변 지역에서는 리히터 규모 6이 관측된 반면, 발전소 설비에서 관측된 규모는 4에 불과했다.

### 2007년 니가타 현 주에쓰 오키 지진
발전소로부터 19킬로미터 떨어진 진원지에서 발생한 2007년 니가타 현 주에쓰 오키 지진으로 인해 1호기, 5호기, 6호기에서 내진 설계 기준치를 넘는 가속도가 측정되었으며 3호기의 변압기에서 발생한 화재로 인해 검은 연기가 목격되기도 하였다. 이 화재는 약 2시간만에 진화되었다. 2호기, 3호기, 4호기, 7호기는 지진 발생시 자동으로 운전이 정지되었으며, 1호기, 5호기, 6호기 역시 조사를 위해 가동이 중단되었다. 이튿날, 도쿄전력은 일부 원자로의 재가동을 준비하고 있었으나, 가시와자키시 시장의 소방법에 근거한 긴급 사용 중지 명령으로 모든 원자로의 가동이 중단되었다. 경제산업성도 내진 안정성을 확인할 수 있을 때까지, 원자로의 운전을 재개하지 않도록 지시하였다.

### 2024년 이시카와 현 노토반도 지진
발전소로부터 멀리 떨어진 일본 기상청은 같은 시간 관측된 지진 발생 지점을 일본 이시카와 현 노토반도 북쪽 90km 해역으로 지목하고 규모를 7.6의 측정했다.

### 2024년 니가타 현 니이가타 지진
일본 니가타 현(혼슈) 니이가타 서쪽 125km 해역에서 규모 5.0의 지진이 발생했다고, 진앙은 북위 37.80도, 동경 137.60도이며 지진 발생 깊이는 10km다.

## 참고 문헌
1. ↑  原発の発電コスト
2. ↑  “아사히신문 기사”. 2007년 9월 29일에 원본 문서에서 보존된 문서. 2007년 9월 29일에 확인함.
3. ↑  “ABC 뉴스 기사”. 2007년 8월 21일에 원본 문서에서 보존된 문서. 2007년 7월 19일에 확인함.
4. ↑  조선일보 기사
5. ↑  “니혼게이자이신문 기사”. 2007년 8월 23일에 원본 문서에서 보존된 문서. 2007년 7월 19일에 확인함.